# Флаг городского поселения Нахабино
Флаг городского поселения Наха́бино Красногорского муниципального района Московской области Российской Федерации — опознавательно-правовой знак, служащий официальным символом муниципального образования.
Первоначально флаг был утверждён решением Совета депутатов городского поселения Нахабино от 20 марта 2007 года № 18, которое не было опубликовано и, в связи с этим, не вступило в силу.
15 июля 2008 года, решением Совета депутатов городского поселения Нахабино № 44/1-9, данный флаг был утверждён в качестве официального символа городского поселения Нахабино.
Флаг городского поселения Нахабино составлен на основе герба городского поселения Нахабино, по правилам и соответствующим традициям вексиллологии и отражает исторические, культурные, социально-экономические, национальные и иные местные традиции.

## Описание
«Прямоугольное двухстороннее полотнище синего цвета с отношением ширины к длине 2:3, несущее смещённую вправо серебряную ракету, выходящую из красной вогнутой полосы».

## Обоснование символики
Композиция флага городского поселения Нахабино отражает его богатую событиями историю и жизнь замечательных людей, чьи дела и поступки получили признание в стране и далеко за её пределами. Аллегорично это отражено красным цветом флага. Красный цвет флага, червлёное пламя, также показывает, что городское поселение Нахабино входит в состав Красногорского муниципального района.
Красный цвет — символ труда, жизнеутверждающей силы, мужества, праздника, красоты.
Первое упоминание о селе Нахабино относится к 1482 году, когда боярин Плещеев, состоявший на военной службе у московского князя, составил завещание, по которому передавал селение Троице-Сергиеву монастырю. Синий цвет — божественный цвет. Кроме этого лазоревая часть флага усиливает символику и показывает природу, окружающую Нахабино: речки Нахабинка, Грязева, парк и пруд, которые сохранились и являются одним из любимых мест отдыха жителей Нахабина.
Синий цвет (лазурь) — символ истины, чести, добродетели, славы, верности, искренности.
Особую известность Нахабино получило в 1933 году после запуска с его инженерного полигона, учреждённого в 1919 году, первых ракет, известивших всё человечество о возможностях реального прорыва в глубины космоса и освоения космического пространства. Ракеты были созданы и запущены учёными С. П. Королёвым, М. К. Тихонравовым и Ф. А. Цандером. В разработке и испытании многих новых инженерных средств и вооружений принимал активное участие генерал-лейтенант инженерных войск, профессор, доктор военных наук, Герой Советского Союза Д. М. Карбышев. Оставаясь до конца верным воинской присяге и Родине, он погиб в феврале 1945 года в фашистском лагере смерти Дахау. Эти страницы истории Нахабина аллегорически передаёт серебряная ракета.
Белый цвет (серебро) — символ совершенства, благородства, чистоты, веры, мира и взаимного сотрудничества.